# Fereshteh Sadre Orafaee
Fereshteh Sadre Orafaiy es una actriz iraní nacida el 29 de diciembre de 1962. Su trabajo más conocido de Irán es probablemente The Circle, que ganó varios premios incluyendo el León de Oro en 2000, pero la película está baneada en Irán.

## Filmografía
- So'oud (1988)
- The White Balloon (1995)
- The Circle (2000)
- Under the Moonlight (2001)
- Border Café (2005)
- Bist (2009)
- Bé omid é didar (2011)
- Yalda, la noche del perdón (2019)